# Vaccinium kemulense
Vaccinium kemulense är en ljungväxtart som beskrevs av Herman Otto Sleumer. Vaccinium kemulense ingår i Blåbärssläktet, och familjen ljungväxter. Inga underarter finns listade i Catalogue of Life.